# Könsorgan
| Könsorgan |
| --- |
| Könsorganen hos grönalgen Chara, med de hanliga anteridierna i rött och de honliga arkegoniaterna i brunt. - Betydelse – organ som används för sexuell förökning hos djur och växter - Funktioner – produktion och överföring av könsceller och könshormoner, hos många djur även plats för tillväxten av en ny individ - Alternativ – asexuell förökning (fortplantning utan könsorgan) |

Könsorgan, även genitalier (efter latinets genitalia), är det system av organ som är inblandat i fortplantningen hos människan, andra djur samt hos växter. Här produceras bland annat könsceller och könshormoner.
Det finns oftast två olika uppsättningar könsorgan – honorgan och hanorgan. Hos människan är dessa organ både yttre och inre, med manliga könsorgan i stor utsträckning placerade på utsidan av kroppen och kvinnliga könsorgan till stor del inuti kroppen.

## Olika organismer

### Människan

#### Kvinnan
Hos djur finns testiklar hos hanen och äggstockar hos honan. Hos människan och en del liknande däggdjur ligger honans inre könsorgan (äggstockar, äggledare, livmoder och slida) inne i bäckenhålan, medan de yttre könsorganen utgörs av vulvan och dess delorgan de inre och yttre blygdläpparna, klitorisollonet, venusberget, förgården och Bartholins körtlar.
Äggstockarna är två till antalet och försedda med ett yttre barkskikt, där äggblåsor (folliklar) och hormonproducerande celler är belägna. Under åren kvinnan är könsmogen mognar vanligen en äggblåsa i månaden, för att slutligen släppa ifrån sig en äggcell (ägglossning). Denna äggcellen fångas upp av äggledarens tratt och transporteras därefter nedför äggledaren och in i och genom livmodern. På sin väg genom äggledaren kan den eventuellt bli befruktad av insimmande hanliga könsceller (spermier), och ett befruktat ägg fastnar i regel på livmoderväggen där det därefter växer till med hjälp av näringen från moderkakan.
Människans livmoder har päronets form och är ihop med äggledarna innesluten i ett stort veck på bukhinnan. Livmodern är vinklad framåt. Den vilar på urinblåsan och har bakom sig tjock- och ändtarm. Denna "fosterkanal" fortsätter via livmoderhalsen, förbi livmodertappen och ut i slidan.
Slidan är ett muskelrör försett med slemhinnor, beläget mellan livmodern och vulvan. Den är under individens utveckling inledningsvis mer eller mindre tillstängd via slidkransen, vilken är ett tunt slemhinneveck. Mynningen av slidan sker i förgården, där även urinröret mynnar.
Utifrån sett döljer de yttre blygdläpparna till stor del klitorisollonet, som täcks av klitorishuvan. Ollonet fortsätter via skaftet till ett par brett särade skänklar samt till ett par svällkroppar (klitorisklyftor) som omger slidan. Vid upphetsning blir hela klitoris större, och genom utvidgning av blodkärl sväller slidans slemhinna. På samma gång fuktas slidan och förgården genom lubrikation, med hjälp av vätska som tränger ut från slemhinnekärl, slemsekret från slemhinnan och Bartholins körtel.

#### Mannen
Mannens könsorgan utgörs av testiklar och bitestiklar (både belägna inuti pungen), prostata, sädesblåsorna och penis. De båda testiklarna har inuti sig sädeskanaler som vindlar till en längd av ett par hundra meter. I kanalerna bildas spermierna, och de intilliggande Leydigcellerna tillverkar androgener (manliga könshormoner).
Varje testikel har en bitestikel på sin baksida. Bitestikeln fungerar som behållare för spermierna, och organet är en lång och slingrande fortsättning på sädeskanalen.
Bitestikeln mynnar i sädesledaren, som leder vidare genom ljumskkanalen och där bildar en del av sädessträngen – tillsammans med bindvävshinnor, blodkärl och nerver. Sädesledaren mynnar vid prostatan i urinröret, efter att ha passerat bakom och under urinblåsan. Paret av sädesblåsor mynnar också i urinröret; deras alkaliska sekret kompletterar sädesvätskan. Även prostatan avsöndrar sekret till sädesvätskan, liksom även Cowpers körtel vid den muskelplatta som urinröret passerar genom.
Därefter fortsätter urinröret ut i penis, där den omges av tre cylinderformade svällkroppar. I toppen av penis finns ollonet, från födseln täckt av ett hudveck som benämns förhuden.

### Andra däggdjur

#### Honans könsorgan
Honorna hos andra däggdjursarter har oftast samma uppbyggnad av äggstockarna som hos kvinnor. Stoet hos hästar är ett undantag, och där ligger äggblåsorna djupt inne i en relativt stor äggstock; äggen avges där i ovarialgropen. Tiken hos hundar har äggstockar som vart och ett innesluts ett bukhinneveck med namnet äggstocksfickan och vars vägg är kopplad till början på äggledaren. Hardjur och en hel del gnagare har en tvådelad livmoder.
Alla däggdjur med moderkaka har en enkel, oparig slida. Däremot har pungdjuren både ett par livmödrar och slidor, och på samma sätt är penis oftast delad i spetsen.

#### Hanens könsorgan

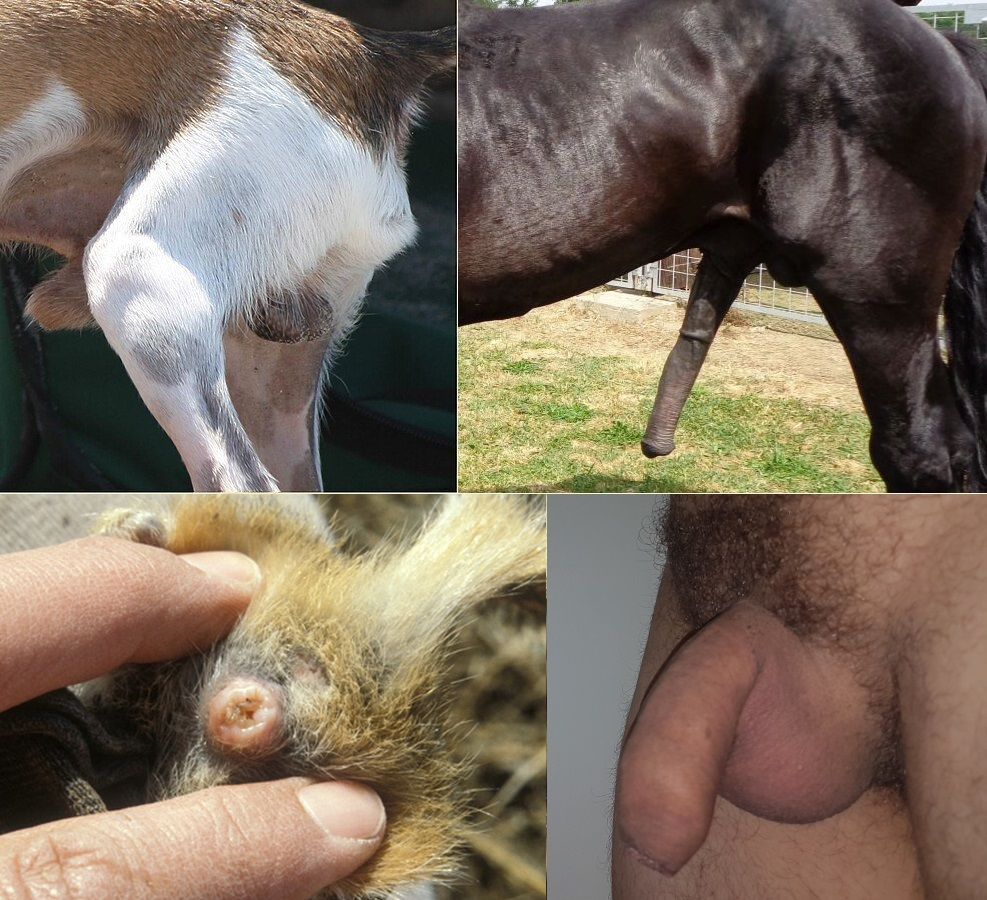
Penis hos åsnehingst, hingst, tjur och man.

Däggdjurshanar har samma typ av testiklar och bitestiklar som hos män. Hos kloakdjur, elefanter, valar och många sälar är testiklarna inte placerade i en – yttre – pung, utan de finns inne i bukhålan eller inunder huden på buken; nästan alla dessa djur lever i eller har ett förflutet i vatten. Fladdermöss och många gnagare har testiklar som bara ligger i pungen under fortplantningstiden, och pungdjuren har en pung som är placerad framför penis.
Hos de flesta däggdfjur måste testiklarna hålla en lägre temperatur än temperaturen inuti bålen, om livsdugliga spermier ska kunna produceras. I de flesta fall nås den lägre temperaturen genom att pungen hålls separat från kroppen i övrigt. En ytterligare avkylningseffekt får man genom att artärblodets värme förs över direkt till venblodet – utan att den når testiklarna – genom att artärer och vener löper tätt ihop i pungen. Valarna och de öronlösa sälarna tros nå den kallare testikeltemperaturen genom att kallt blod från vener i huden kyler av artärblodet i organen.
En penis finns hos alla däggdjurarter, men i övrigt finns en del skillnader mellan olika djurgrupper. Hos hundar saknas sädesblåsor och Cowpers körtlar, medan dessa är mycket stora hos svin. Liksom hos män blir prostata ofta större med åldern. Hästens hingst har mycket stora svällkroppar, medan de är smala hos galtar, baggar, bockar och tjurar; de formar ett S i slakt skick men rätar ut sig under erektionen. Hundars penis har ett penisben inuti sig.

### Fåglar
Könsorganen hos fåglar är mycket olika däggdjurens diton. I bukhållan finns testiklarna, där de kan producera fertila spermier trots den höga och ofta 40-gradiga temperaturen. Andfåglar, strutsar och några andra fåglar har penis, men i övrigt mynnar urinröret i en kloak. Parningen sker då hanen pressar kloaken mot honans kloak.
Fågelhonan har äggstock och äggledare med tratt endast på vänster sida av kroppen.
Fåglarnas äggstock innehåller inga äggblåsor. Istället omges de stora äggcellerna – senare omvandlade till äggulor – endast av ett skikt av epitelceller. Där innanför bildas ett tunt vittelinmembran intill cellmembranet. Efter att epitelskiktet brustit, leds en mogen äggcell in i äggledarens tratt och vidare genom äggledaren. Under färden omges äggcellen av flera lager vita och två stycken skalmembran. Därefter når äggcellen livmodern, som har namnet skalkörtel eftersom det är där skalet runt äggcellen bildas. Slutligen läggs ägget via kloaken, för att ett potentiellt embryo ska kunna utvecklas vidare inuti ägget och dess näringslager.

### Kräldjur
Kräldjurens könsorgan påminner om fåglarnas diton. Däremot har de pariga äggstockar. Penis finns hos sköldpaddor och krokodilartade kräldjur, medan ödlor och ormar har en parig hemipenis. Denna utgörs av två hudbildningar som kan krängas ut.
Majoriteten av kräldjursarterna lägger ägg med skal, och både äggledare och livmoder har en funktion som liknar den hos fåglar. Samma sak gäller för äggläggande kloakdjur.
Hos vissa kräldjur sker äggkläckningen inuti kroppen på honan, alternativt direkt efter att ägget kläckts. Andra kräldjur har foster som både får näring från ägget och via modern, och i det senare fallet sker detta via något som liknar en moderkaka.

### Groddjur, fiskar och rundmunnar
Groddjur, fiskar och rundmunnar har könsorgan av olika slag. Groddjur och rundmunnar har befruktning utanför kroppen i samband med äggläggning; detta befruktningssätt delas av de flesta fiskar och då finns heller inga parningsorgan. Broskfiskar och en del benfiskar har dock både inre befruktning och parningsorgan, och omvandlade bukfenor fungerar hos broskfiskar som parningsorgan. Hos benfiskar med inre befruktning utvecklas embryon då i äggstocken.
En del broskfiskar lägger ägg med skal som liknar kuddar, medan andra har inre befruktning och ungar som utvecklas vidare i äggledaren. Hos broskfiskar med inre befruktning utvecklas ofta en sorts moderkaka inuti honan, för näringstillförseln till fostret.

### Ryggradslösa djur

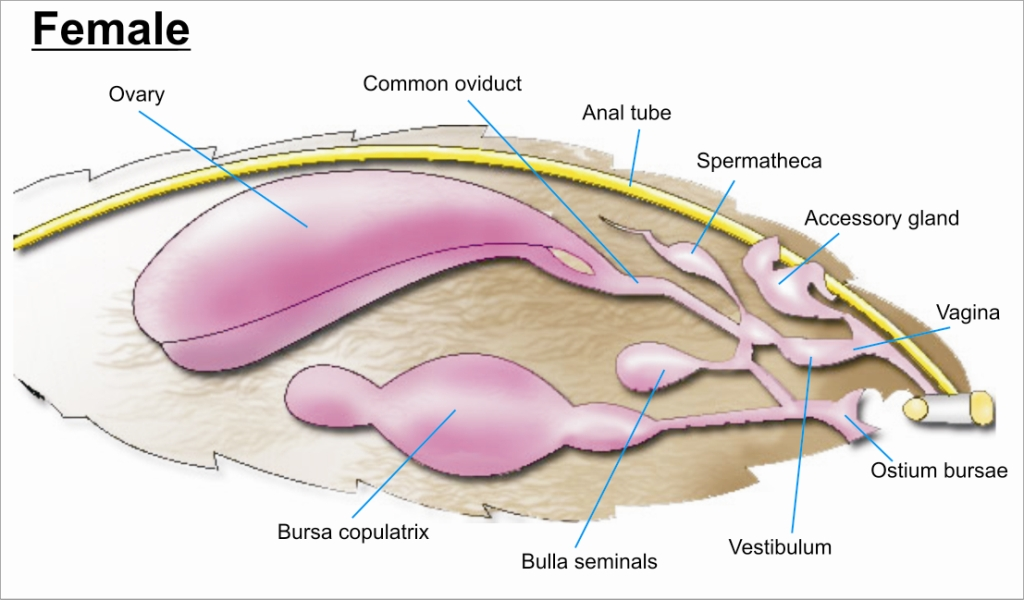
Översikt hos könsorganen hos en fjärilshona (text på engelska).

Bland de ryggradslösa djuren är könsorganen i regel mycket enkla. Där har äggstockar och testiklar kanaler med direkt kontakt med kroppsytan och befruktning i omgivande vatten; åtminstone gäller detta för havslevande arter. För arter som lever i sötvatten, på land och som parasiter på andra djur finns ibland mycket komplicerade könsorgan för både parning och produktion av könsceller. Bland den senare typen av djurarter finns en mängd plattmaskar, daggmaskar, iglar, snäckor och insekter.
Hanarna hos insekter har testiklar, vilka oftast är pariga och ofta med lagringsutrymmen för spermier. De yttre könsorganet är i regel komplicerat och med en för det mesta oparig penis. Honornas äggstockar är oftast pariga, kopplade till äggledare, en ofta komplicerat konstruerad slida och ett spermielager för kommande behov. I detta fallet kan äggen befruktas i samband med äggläggning, och hos myrdrottningar kan detta ske fler år efter parningen.
Överföringen av spermier sker hos insekter vanligtvis genom parning. Detta gäller dock inte för de flesta vinglösa insekter, kackerlackor och syrsor, där hannen lämnar över spermier i ett så kallat spermapaket (spermatofor).
Äggläggningen hos många insektshonor sker via ett äggläggningsrör som hos vissa parasitsteklar kan överstiga kroppens längd. Gaddsteklar saknar dock äggläggningsrör, vilket här har omvandlats till ett försvarsvapen som kan injicera gift.
Hermafroditer, det vill säga individer med både kvinnliga och manliga könsorgan (på samma gång eller i olika delar av livet) förekommer hos bland annat daggmaskar, hästskoräkor och sniglar. Samma sak gäller ofta för växter.

### Växter
Mossor, ormbunkar och liknande växter har gametangia, vilka bildar del av gametofyten. Blommorna hos blomväxter producerar pollen och äggceller, men själva könsorganen finns inuti gametofyterna. Även nakenfröiga växter producerar sina förökningskroppar inuti gametofyterna, vilka i sin tur är belägna inuti kottar och pollen. Kottar och pollen är i sig inte könsorgan.